# Arctornis sparsa
Arctornis sparsa är en fjärilsart som beskrevs av Lambertus Johannes Toxopeus 1948. Arctornis sparsa ingår i släktet Arctornis och familjen tofsspinnare. Inga underarter finns listade i Catalogue of Life.